# Jižní Thule
Southern Thule (neoficiální překlad Jižní Thule, španělsky Tule del Sur) je skupina neobydlených ostrovů, které jsou někdy  považovány za nejjižnější bod Jižní Ameriky a tedy i amerického kontinentu. Jsou nejjižnější součástí Jižních Sandwichových ostrovů a s nimi patří pod samosprávu Spojeného království.

## Geografie
Přehled ostrovů:
| Ostrov             | Plocha [km2] | Poloha          |
| ------------------ | ------------ | --------------- |
| Bellingshausen     | 1            | 59°25′S 27°05′W |
| Cook               | 20           | 59°26′S 27°09′W |
| Thule (též Morell) | 14           | 59°27′S 27°18′W |
| Twitcher Rock      | 0,01         | 59°28′S 27°29′W |